# Homeostasis ácido-base
La homeostasis ácido-base es la regulación homeostática del pH del líquido extracelular del cuerpo (ECF). El equilibrio adecuado entre los ácidos y las bases (es decir, el pH) en el ECF es crucial para la fisiología normal del cuerpo y el metabolismo celular. El pH del líquido intracelular y el líquido extracelular deben mantenerse a un nivel constante.
Muchas proteínas extracelulares, como las proteínas plasmáticas y las proteínas de membrana de las células del cuerpo, son muy sensibles por sus estructuras tridimensionales al pH extracelular. Por lo tanto, existen mecanismos estrictos para mantener el pH dentro de límites muy estrechos. Fuera del rango aceptable de pH, las proteínas se desnaturalizan (es decir, se rompe su estructura 3-D), lo que hace que las enzimas y los canales iónicos (entre otros) no funcionen correctamente. 
En los seres humanos y en muchos otros animales, la homeostasis ácida se mantiene mediante múltiples mecanismos involucrados en tres líneas de defensa:
- La primera línea de defensa son los diversos amortiguadores químicos que minimizan los cambios de pH que de lo contrario se producirían en su ausencia. No corrigen las desviaciones del pH, pero solo sirven para reducir la magnitud del cambio que de lo contrario se produciría. Estos tampones incluyen el sistema tampón de bicarbonato, el sistema de tampón de fosfato y el sistema de tampón de proteínas.

- La segunda línea de defensa del pH del ECF consiste en controlar la concentración de ácido carbónico en el ECF. Esto se logra mediante cambios en la velocidad y la profundidad de la respiración (es decir, mediante hiperventilación o hipoventilación), que expulsa o retiene el dióxido de carbono (y por lo tanto el ácido carbónico) en el plasma sanguíneo.[5][7]

- La tercera línea de defensa es el sistema renal, que puede agregar o eliminar iones de bicarbonato hacia o desde la ECF.[5] El bicarbonato se deriva del dióxido de carbono metabólico que se convierte enzimáticamente en ácido carbónico en las células tubulares renales.[5][8][9] El ácido carbónico se disocia espontáneamente en iones hidrógeno y iones bicarbonato.[5] Cuando el pH en el ECF tiende a caer (es decir, se vuelve más ácido), los iones de hidrógeno se excretan en la orina, mientras que los iones de bicarbonato se secretan en el plasma sanguíneo, lo que hace que el pH del plasma aumente (corrigiendo la caída inicial).[10] Lo contrario sucede si el pH en el ECF tiende a aumentar: los iones bicarbonato se excretan en la orina y los iones de hidrógeno en el plasma sanguíneo.

Las medidas correctivas fisiológicas conforman la segunda y tercera líneas de defensa. Esto se debe a que funcionan realizando cambios en los tampones, cada uno de los cuales consta de dos componentes: un ácido débil y su base conjugada. Es la relación de concentración del ácido débil a su base conjugada lo que determina el pH de la solución. Por lo tanto, al manipular en primer lugar la concentración del ácido débil y, en segundo lugar, la de su base conjugada, el pH del líquido extracelular (ECF) se puede ajustar con mucha precisión al valor correcto. El tampón bicarbonato, que consiste en una mezcla de ácido carbónico (H2CO3) y un bicarbonato (HCO−
3 ) la sal en solución, es el tampón más abundante en el fluido extracelular, y también es el tampón cuya relación ácido/base se puede cambiar de manera muy fácil y rápida.
Un desequilibrio ácido-base se conoce como acidemia cuando la acidez es alta, o alcalemia cuando la acidez es baja. 

## Equilibrio ácido-base
El pH del líquido extracelular, incluido el plasma sanguíneo, normalmente está fuertemente regulado entre 7.32 y 7.42, por el tampón químico, el sistema respiratorio y el sistema renal.
Las soluciones tampón acuosas reaccionarán con ácidos fuertes o bases fuertes al absorber el exceso de iones hidrógeno H+
, o hidróxido OH−
, reemplazando los ácidos fuertes y bases con ácidos débiles y bases débiles. Esto tiene el efecto de amortiguar el efecto de los cambios de pH o de reducir el cambio de pH que de lo contrario se habría producido. Pero los tampones no pueden corregir los niveles anormales de pH en una solución, ya sea esa solución en un tubo de ensayo o en el líquido extracelular. Los tampones consisten típicamente en un par de compuestos en solución, uno de los cuales es un ácido débil y el otro una base débil. El tampón más abundante en el ECF consiste en una solución de ácido carbónico (H2CO3) y el bicarbonato (HCO−
3), generalmente de sodio (Na+). Así, cuando hay un exceso de OH−
 iones en la solución de ácido carbónico ellos neutraliza parcialmente mediante la formación de H2O y bicarbonato (HCO−
3 ) iones. De manera similar, un exceso de iones H+ es neutralizado parcialmente por el componente bicarbonato de la solución tampón para formar ácido carbónico (H2CO3), que, debido a que es un ácido débil, permanece en gran parte en forma no disociada, liberando mucho menos H+. iones en la solución que el ácido fuerte original habría hecho.
El pH de una solución tampón depende únicamente de la relación de las concentraciones molares del ácido débil a la base débil. Cuanto mayor sea la concentración del ácido débil en la solución (en comparación con la base débil), menor será el pH resultante de la solución. Del mismo modo, si la base débil predomina, mayor será el pH resultante. 
Este principio se explota para regular el pH de los fluidos extracelulares (en lugar de simplemente amortiguar el pH). Para el tampón de bicarbonato - ácido carbónico, una relación molar de ácido débil a base débil de 1:20 produce un pH de 7.4; y viceversa: cuando el pH de los fluidos extracelulares es 7.4, la relación de ácido carbónico a bicarbonato en ese fluido es 1:20.
Esta relación se describe matemáticamente mediante la ecuación de Henderson-Hasselbalch, que, cuando se aplica al sistema tampón de ácido carbónico-bicarbonato en los fluidos extracelulares, establece que:
{\displaystyle \mathrm {pH} =\mathrm {p} K_{\mathrm {a} ~\mathrm {H} _{2}\mathrm {CO} _{3}}+\log _{10}\left({\frac {[\mathrm {HCO} _{3}^{-}]}{[\mathrm {H} _{2}\mathrm {CO} _{3}]}}\right),}
donde:
- pH es el logaritmo negativo (o cologaritmo) de la concentración molar de iones de hidrógeno en el ECF. Indica la acidez en el ECF de manera inversa: cuanto más bajo es el pH, mayor es la acidez de la solución.
- pKa H2CO3 es el cologaritmo de la constante de disociación ácida del ácido carbónico. Es igual a 6.1.
- [HCO−
3]   es la concentración molar de bicarbonato en el plasma sanguíneo.
- [H2CO3] es la concentración molar de ácido carbónico en el ECF.

Sin embargo, dado que la concentración de ácido carbónico es directamente proporcional a la presión parcial del dióxido de carbono ( {\displaystyle P_{{\mathrm {CO} }_{2}}}) en el fluido extracelular, la ecuación se puede reescribir de la siguiente manera:
{\displaystyle \mathrm {pH} =6.1+\log _{10}\left({\frac {[\mathrm {HCO} _{3}^{-}]}{0.0307\times P_{\mathrm {CO} _{2}}}}\right),}
donde: 
- pH es el logaritmo negativo de la concentración molar de iones de hidrógeno en el ECF, como antes.
- [HCO−
3] es la concentración molar de bicarbonato en el plasma.
- PCO2 es la presión parcial del dióxido de carbono en el plasma sanguíneo.

Por lo tanto, el pH de los fluidos extracelulares se puede controlar regulando por separado la presión parcial del dióxido de carbono (que determina la concentración de ácido carbónico) y la concentración de ion bicarbonato en los fluidos extracelulares. 
Por lo tanto, hay al menos dos sistemas de retroalimentación homeostática responsables de la regulación del pH del plasma. El primero es el control homeostático de la presión parcial de sangre del dióxido de carbono, que determina la concentración de ácido carbónico en el plasma y puede cambiar el pH del plasma arterial en unos pocos segundos. La presión parcial de dióxido de carbono en la sangre arterial es controlada por los quimiorreceptores centrales de la médula oblonga, y por lo tanto son parte del sistema nervioso central. Estos quimiorreceptores son sensibles al pH y los niveles de dióxido de carbono en el líquido cefalorraquídeo. (Los quimiorreceptores periféricos se encuentran en los cuerpos aórticos y carótidos adyacentes al arco de la aorta y a la bifurcación de las arterias carótidas, respectivamente. Estos quimiorreceptores son sensibles principalmente a los cambios en la presión parcial de oxígeno en la sangre arterial y, por lo tanto, no están directamente involucrados con la homeostasis del pH.) 
Los quimiorreceptores centrales envían su información a los centros respiratorios en la médula oblonga y pons del tronco cerebral. Los centros respiratorios luego determinan la tasa promedio de ventilación de los alvéolos de los pulmones para mantener constante la presión parcial de dióxido de carbono en la sangre arterial. El centro respiratorio lo hace a través de las neuronas motoras que activan los músculos de la respiración (en particular el diafragma). Un aumento en la presión parcial de dióxido de carbono en el plasma sanguíneo arterial por encima de 5.3 kPa (40 mmHg) causa de manera refleja un aumento en la frecuencia y la profundidad de la respiración. La respiración normal se reanuda cuando la presión parcial de dióxido de carbono vuelve a 5.3 kPa. Lo contrario sucede si la presión parcial del dióxido de carbono cae por debajo del rango normal. La respiración se puede detener temporalmente o disminuir la velocidad para permitir que el dióxido de carbono se acumule una vez más en los pulmones y la sangre arterial. 
El sensor para la concentración de HCO−
3  en el plasma no se conoce con certeza. Es muy probable que las células tubulares renales de los túbulos contorneados distales sean sensibles al pH del plasma. El metabolismo de estas células produce CO2, que se convierte rápidamente en H+ y HCO−
3 a través de la acción de la anhidrasa carbónica. Cuando los fluidos extracelulares tienden hacia la acidez, las células tubulares renales secretan los iones H+ en el fluido tubular desde donde salen del cuerpo a través de la orina. La iones HCO−
3 se secretan simultáneamente en el plasma sanguíneo, elevando así la concentración de ion bicarbonato en el plasma, disminuyendo la relación de ion ácido carbónico / bicarbonato y, en consecuencia, elevando el pH del plasma. Lo contrario ocurre cuando el pH del plasma se eleva por encima de lo normal: los iones de bicarbonato se excretan en la orina y los iones de hidrógeno en el plasma. Estos se combinan con los iones bicarbonato en el plasma para formar ácido carbónico (H+ + HCO−
3 = H2CO3), lo que aumenta la relación de ácido carbónico: bicarbonato en los fluidos extracelulares y vuelve a su pH normal.
En general, el metabolismo produce más ácidos de desecho que las bases. La orina es por lo tanto generalmente ácida. Esta acidez urinaria se neutraliza, hasta cierto punto, por el amoníaco (NH 3 ) que se excreta en la orina cuando el glutamato y la glutamina (portadores del exceso, ya no se necesitan, grupos amino) son desaminados por las células epiteliales tubulares renales distales. Por lo tanto, parte del "contenido de ácido" de la orina reside en el contenido resultante de ion de amonio (NH4+) en la orina, aunque esto no tiene efecto sobre la homeostasis del pH de los fluidos extracelulares.

## Desequilibrio

Un nomograma de base ácida para plasma humano, que muestra los efectos sobre el pH del plasma cuando el ácido carbónico (presión parcial del dióxido de carbono) o el bicarbonato aparecen en exceso o son deficientes en el plasma.

El desequilibrio ácido-base ocurre cuando un insulto importante hace que el pH de la sangre se salga del rango normal (7.32 a 7.42). Un pH anormalmente bajo en el ECF se llama acidemia y un pH anormalmente alto se llama una alcalemia. 
Un segundo par de términos se utiliza en la fisiopatología ácido-base: "acidosis" y "alcalosis". A menudo se usan como sinónimos para "acidemia" y "alkalaemia", aunque esto puede causar confusión. "Acidemia" se refiere de forma inequívoca al cambio real en el pH de la ECF, mientras que "acidosis", en sentido estricto, se refiere ya sea a un aumento en la cantidad de ácido carbónico en el ECF o a una disminución en la cantidad de HCO−
3 en el ECF. Cualquier cambio por sí solo (es decir, si se deja "no compensado" por una alcalosis) causaría una acidemia. Del mismo modo una alcalosis se refiere a un aumento en la concentración de bicarbonato en la ECF, o a una caída de la presión parcial de dióxido de carbono, cualquiera de los cuales haría en su propio elevar el pH de la ECF por encima del valor normal. Los términos acidosis y alcalosis siempre deben ser calificados por un adjetivo para indicar la causa de la alteración: "respiratorio" (que indica un cambio en la presión parcial del dióxido de carbono), o "metabólico" (que indica un cambio en el bicarbonato). concentración del ECF). Por lo tanto, existen cuatro problemas diferentes ácido-base: acidosis metabólica, acidosis respiratoria, alcalosis metabólica y alcalosis respiratoria. Una o una combinación de estas condiciones puede ocurrir simultáneamente. Por ejemplo, una acidosis metabólica (como en la diabetes mellitus no controlada) casi siempre se compensa parcialmente con una alcalosis respiratoria (hiperventilación), o una acidosis respiratoria se puede corregir total o parcialmente con una alcalosis metabólica. 
Si una acidosis causa una acidemia o no, depende de la magnitud de la alcalosis que la acompaña. Si uno cancela el otro (es decir, la proporción de ácido carbónico a bicarbonato se devuelve a 1:20), entonces no hay una acidemia ni una alcalemia. Si la alcalosis que la acompaña desborda la acidosis, se produce una alcalemia; mientras que si la acidosis es mayor que la alcalosis, el resultado inevitable es una acidemia. Las mismas consideraciones determinan si una alcalosis da como resultado una alcalemia o no. 
El pH normal en el feto difiere de aquel en el adulto. En el feto, el pH en la vena umbilical es normalmente de 7.25 a 7.45 y el de la arteria umbilical es de 7.18 a 7.38.